# Round Rock (Texas)
Round Rock é uma cidade localizada no estado norte-americano do Texas, no Condado de Travis e Condado de Williamson.

## Demografia
Segundo o censo norte-americano de 2000, a sua população era de 61.136 habitantes.
Em 2006, foi estimada uma população de 92.392, um aumento de 31256 (51.1%).

## Geografia
De acordo com o United States Census Bureau tem uma área de 68,0 km², dos quais 67,7 km² cobertos por terra e 0,3 km² cobertos por água. Round Rock localiza-se a aproximadamente 218 m acima do nível do mar.

## Localidades na vizinhança
O diagrama seguinte representa as localidades num raio de 12 km ao redor de Round Rock.